# تحليل نفسي
التحليل النفسي (باليونانية: ψυχή، والكلمة مقسومة إلى شقين الأولى سايكو وتعني «الروح»، والثانية تعني «التحقيق»)، والتحليل النفسي مجموعة من النظريات ومنهج أسلوب علاجي طورها سيغموند فرويد واتباعه لدراسة النفس البشرية بطريقة تقسيمية افتراضية حيث قسموا النفس وفهموا العمليات النفسية افتراضياً ولها ثلاث تطبيقات:
- طريقة لاستكشاف العقل
- طريقة نظامية لفهم السلوك
- طريقة للعلاج النفسي للمعتلين نفسياً

توجد تحت مظلة التحليل النفسي 20 اتجاه يُحاولون فهم الإنسان عقلياً وسلوكياً، التحليل النفسي الفرويد يرجع لطريقة خاصة في العلاج حيث يبوح المريض بأفكاره عبر التداعي الحر أو الاوهام أو الأحلام
حيث يكتشف المحلل صراعات اللاشعور والتي تسبب أعراض المريض واضطراب الشخصية ويفسرها للمريض ليفهم المريض وييسر العلاج.
والتحليل النفسي عبارة عن منهج لتحليل العمليات العقلية اللاشعورية وتبين العلاقة بين الشعور واللاشعور وطريقة العلاج النفسي. طورها سيغموند فرويد واعتبرت ناجحة على المستوى العلمي والعملي والعالمي والفكري. وهو إسم يطبق على أسلوب خاص في كشف العمليات العقلية اللاواعية وعلى طريقة العلاج النفسي. المصطلح يرجع أيضاً إلى البناء النظامي لنظرية التحليل النفسي والمبنية على العلاقة بين العمليات النفسية الشعورية واللاشعورية. تقنية التحليل النفسي والتحليل العلاجي اعتمدت في تطبيقها وتطويرها على سيغموند فرويد.  إهتم عمله بالبناء والوظيفة للعقل البشري وكان له تأثير بالغ الأهمية من ناحية عملية وعلمية واستمرت في التأثير على الفكر المُعاصر.
ومن المُتعارف عليه أن مسألة تصنيف التحليل النفسي كعلم مسألة مُثيرة للجدل، وقد حدثت الكثير من النزاعات بخصوص هذا الموضوع. لكن بالرغم من ذلك فإن لدى علم النفس التحليلي تأثيراً بارزاً في مجال الطب النفسي على وجه الخصوص أكثر من أي مجال آخر. كثيراً ما تُستخدم مبادئ ومفاهيم التحليل النفسي على نطاق واسع خارج المحل العلاجي، حيث يمكن استخدام تلك المفاهيم في مجال النقد الأدبي التحليلي، وكذلك في مجال تحليل الأفلام والحكايات الخرافية والمنظورات الفلسفية مثل النظرية الماركسية والنظرية الفرويدية والعديد من الظواهر الثقافية الأخري.
كتب فرويد في «محاولات في التحليل النفسي»:
| تحليل نفسي | إن تقسيم الحياة النفسية إلى حياة نفسية واعية وحياة نفسية لا واعية يشكل المقدمة الكبرى والأساسية في التحليل النفسي | تحليل نفسي |

## المبادئ الأساسية[4]
- يتم تحديد تطور الشخص من خلال الأحداث المنسية في كثير من الأحيان في مرحلة الطفولة المُبكرة، وليس من خلال السمات الموروثة وحدها.
- يتم تحديد السلوك البشري والإدراك إلى حد كبير من خلال الدوافع الغريزية المتجذرة في اللاوعي.
- تؤدي محاولات استرجاع مثل هذه الدوافع إلى الوعي إلى مقاومة كنوع من آليات الدفاع، وخاصة الكبت.
- يمكن أن تؤدي النزاعات الحادثة بين الأمور الواعية وغير الواعية إلى اضطرابات نفسية، مثل مرض العصاب النفسي والسمات العصبية والقلق والاكتئاب.
- من الممكن أن تظهر الأفعال غير الواعية في صورة أحلام وأفعال غير المقصودة، بما في ذلك السلوكيات وزلات اللسان.
- يتحقق التحرر من تأثيرات اللاوعي عن طريق إدخال الأمور غير الواعية إلى العقل الواعي عن طريق التدخل العلاجي.

يعتبر «العامل الرئيسي في عملية التحليل النفسي» هو عملية نقل المعلومات، حيث يسترجع المرضى صراعاتهم الطفولية من خلال الإسقاط النفسي لمشاعر الحب والتبعية والغضب على المحلل النفسي.

## مُمارسة
أثناء جلسة العلاج النفسي، والتي تستغرق عادة حوالي خمسين دقيقة وللحصول على أفضل النتائج ينبغي أن تُتكرر الجلسة لأربع أو خمس مرات أسبوعياً، قد يستلقي المريض (أو الشخص المُراد تحليله) على أريكة أو كرسي، في حين يجلس المحلل في الخلف أو بعيداً عن أنظار المريض. يبدأ المريض التعبير عن كل ما يجول بخاطره بما في ذلك أوقات فراغه، تخيلاته، أحلامه، والتي منها يقوم المحلل باستنتاج الصراعات اللاواعية التي تُسبب الأعراض على المريض ومشاكله الشخصية، ومن ثم بعد تحليل هذه التعارضات ومشاكل المريض، والتي تتضمن تفسير كل من التحويل والتحويل المضاد (مشاعر المُحلل النفسي تجاه المريض)، يقوم المُحلل النفسي بمواجهة المريض بآليات دفاعه المرضية، بهدف أن يساعد المريض في اكتساب بعض البصيرة.

## تاريخ
يعتبر أول من استخدم مصطلح «التحليل النفسي» (بالفرنسية: psychanalyse) لأول مرة هو سيغموند فرويد في عام 1896، وفي النهاية قام بالاحتفاظ بالمُصطلح لمدرسته الفكرية. وفي نوفمبر 1899، قام سيغموند فرويد بكتابة كتاب «تفسير الأحلام» (بالألمانية: Die Traumdeutung)، والذي اعتبره فرويد «أهم أعماله».

### العقد الأخير من القرن التاسع عشر
تم تطوير التحليل النفسي لاحقًا على يد العديد من المدارس النفسية المُختلفة، ومُعظم رواد هذه المدارس كانوا من قبل طلاب لفرويد مثل ألفريد أدلر وكارل غوستاف يونغ، والفرويديين الجدد مثل إريك فروم وكارين هورني وهاري ستاك سوليفان.
بدأت تحظى فكرة التحليل النفسي (بالألمانية: psychoanalyse) بالإهتمام الجاد لأول مرة في ظل ظهور سيغموند فرويد، الذي قام بصياغة نظريته الخاصة في التحليل النفسي في فيينا في تسعينيات القرن التاسع عشر. كان فرويد طبيب أعصاب يحاول إيجاد علاج فعال للمرضى الذين يعانون من أعراض عصبية أو هيستيرية. حيث أدرك فرويد أن هناك عمليات عقلية غير واعية تَحدُث للمرضى، وأيضاً عندما كان يعمل كاستشاري أعصاب في مُستشفى للأطفال، لاحظ أن العديد من الأطفال المصابين بالحبسة ليس لديهم سبب عضوي واضح يسبب حدوث تلك الأعراض. وبعد رؤيته لتلك الملاحظات قام بكتابة دراسة عن هذا الموضوع. وفي عام 1885، حصل فرويد على منحة للدراسة مع جان مارتن شاركو طبيب الأعصاب الشهير، في مستشفى بيتي سالبترير في مدينة باريس، وهناك حيث تابع فرويد العروض السريرية لشاركو لاسيما في مجالات الهستيريا والشلل والتخدير. أدخل شاركو التنويم المغناطيسي كأداة بحث تجريبية وطور التمثيل الفوتوغرافي للأعراض السريرية.
تم تقديم نظرية فرويد الأولى لتفسير الأعراض الهستيرية في كتاب «دراسات حول الهستيريا» (1895، Studien über Hysterie)، وقد شارك في تأليف تلك الدراسات مع معلمه الطبيب المتميز جوزيف بروير، كان يُنظر إلى ذلك الكتاب عمومًا على أنه ولادة التحليل النفسي. استند العمل إلى علاج المريضة بيرثا بابنهايم، والمشار إليها في دراسات الحالة بالاسم المستعار «آنا أو.»، وهو العلاج الذي أطلقت عليه بابنهايم بنفسها «العلاج بالكلام». وقد كتب بروير أن العديد من العوامل يمكن أن تؤدي إلى مثل هذه الأعراض، بما في ذلك أنواع مختلفة من الصدمات العاطفية، كما أشاد بعمل آخرين مثل بيير جانيت. بينما أكد فرويد أن جذور الأعراض الهستيرية التي تظهر على المريضة كانت بعض الذكريات المكبوتة للأحداث المؤلمة، والتي لها دائمًا ارتباطات جنسية أما مباشرة أو غير مباشرة.
تقريبًا في نفس الوقت الذي تم تقديم فيه نظرية فرويد الأولى، حاول فرويد تطوير نظرية فسيولوجية عصبية عن الآليات العقلية اللاواعية، والتي سرعان ما تخلى عنها. وظلت تلك النظرية طي الكتمان طوال حياته. تم تقديم مصطلح «التحليل النفسي» لأول مرة من قبل فرويد في مقالته بعنوان «الوراثة ومسببات العصاب» ("L'hérédité et l’étiologie des névroses")، والتي تم كتابتها ونشرها بالفرنسية في عام 1896.
في عام 1896، نشر فرويد أيضًا نظريته حول الإغواء، مُدعياً أنه قام بكشف النقاب عن ذكريات مكبوتة لحوادث الاعتداء الجنسي والتي حدثت لجميع مرضاه الحاليين، وقد اقترح منها أن الشروط المسبقة لأعراض الهستيريا هي الإثارة الجنسية في مرحلة الطفولة. ومع ذلك، بحلول عام 1898، قام فرويد بالاعتراف بشكل خاص لصديقه وزميله فيلهلم فليس بأنه لم يعد يؤمن بنظريته، بالرغم من أن ذلك لم يذكر علنًا حتى عام 1906. على الرغم من أنه أبلغ في عام 1896 أن مرضاه «ليس لديهم شعور بتذكر  مشاهد [جنسية طفولية]»، كما وأكد له«بشكل قاطع عدم إيمانهم»، وفي روايات لاحقة ادعى أنهم أخبروه بتعرضهم للاعتداء الجنسي في طفولتهم. وظلت هذه النظرية راسخة حتى قام بالطعن فيها العديد من علماء المتدربين على مدرسة فرويد وذلك في الفترة الأخيرة من القرن العشرين، وقد جادلوا قائلين أنه قد فرض أفكاره المُسبقة على مرضاه من قبل أن يقوم بالتحليل. ومع ذلك، وبناءً على ادعاءات فرويد بأن المرضى أبلغوا عن تجارب الاعتداء الجنسي على الأطفال، أكد فرويد لاحقًا أن النتائج السريرية التي توصل إليها في منتصف تسعينيات القرن التاسع عشر قد قدمت دليلًا على حدوث تخيلات غير واعية، من المفترض أنها تحدث للتستر على ذكريات الاستمناء الطفولي. ومن ثم بعد ذلك بوقت طويل ادعى نفس النتائج ولكن كدليل على حدوث رغبات أوديب.
بحلول عام 1899، قام فرويد بوضع نظرية جديدة مفادها أن الأحلام لها أهمية رمزية، وبشكل عام كانت الأهمية خاصة بالحالم نفسه. ومن ثم صاغ فرويد نظريته النفسية الثانية - والتي تفترض أن اللاوعي لديه عمليات تحدث بداخلة «عملية أولية» والتي تتكون من أفكار رمزية ومكثفة، و«عملية ثانوية» تتكون من الأفكار المنطقية الواعية. وقد نُشرت هذه النظرية في كتابه الصادر عام 1899 بعنوان «تفسير الأحلام». والفصل السابع من الكتاب عبارة عن إعادة عمل لمشروع سابق لفرويد والذي أوضح فيه نظريته الطبوغرافية (التي حلت محلها النظرية البنيوية في الغالب فيما بعد)، أنه تم قمع الرغبات الجنسية غير المقبولة في «النظام اللاوعي» بسبب إدانة المجتمع للنشاط الجنسي الحادث قبل الزواج، وهذا القمع قام بخلق القلق، ولا تزال «النظرية الطبوغرافية» شائعة في معظم أنحاء أوروبا، على الرغم من فقدانها شعبيتها في معظم أنحاء أمريكا الشمالية.

### العقد 1900-إلى أربعينيات القرن العشرين
في عام 1905، قام فرويد بنشر ثلاث مقالات عن النظرية الجنسية والتي عرض فيها اكتشافه للمراحل النفسية الجنسية، كما تضمنت صياغته المبكرة فكرة أنه تم قمع الرغبات الجنسية إلى الحالة اللاوعية بسبب القيود المجتمعية، وأن طاقة هذه الرغبات اللاواعية يمكن أن تتحول إلى قلق أو أعراض جسدية. لذا قام بتصميم تقنيات العلاج المبكر، والتي منها التنويم المغناطيسي والرد بهدف جعل اللاوعي واعيًا، وذلك من أجل تخفيف الضغط والأعراض الناتجة على ما يبدو. قام فرويد بترك هذه النظرية لاحقًا، مما أعطى الارتباط الحر دورًا أكبر.
في كتابه «عن النرجسية» (1915)، حول فرويد انتباهه إلى الموضوع الفخري للنرجسية. وقد ظل فرويد يستخدم نظام الطاقة، حيث وصف الفرق بين الطاقة الموجهة للذات مقابل الطاقة الموجهة إلى الآخرين، والتي تسمى القسطرة. وبحلول عام 1917، في فيلم «الحداد والكآبة»، اقترح فرويد أن بعض أعراض الاكتئاب ناتجة عن تحويل الغضب المليء بالذنب إلى الذات. في عام 1919، بدأ فرويد في معالجة مشاكل السلوك المدمر للذات مثل (الماسوشية الأخلاقية) والماسوشية الجنسية الصريحة، وذلك في كتابه «طفل يتعرض للضرب». وفيما بعد أصبح فرويد غير راضٍ عن التفكير فقط في الدوافع الشفوية والجنسية للسلوك، وذلك بناءً على تجربته مع مرضى الاكتئاب والتدمير الذاتي، وأيضاً تفكيره في مذبحة الحرب العالمية الأولى، لذا وبحلول عام 1920، قام فرويد بتناول نظرية قوة التماثل (مع القائد ومع الأعضاء الآخرين) في ظل المجموعات كدافع محرك للسلوك (في كتابه «علم نفس المجموعة وتحليل الأنا»). وفي نفس العام، اقترح فرويد نظرية «الدافع المزدوج» للجنس والعدوان في كتاب «ما وراء مبدأ المتعة»، وذلك كمحاولة منه للبدء في شرح التدمير البشري. كما يُعد الكتاب أول ظهور لـ «نظريته البنيوية» المكونة من ثلاثة مفاهيم جديدة: الهوية، والأنا، والأنا العليا.
بعد ثلاث سنوات، تحديدا في عام 1923، قام فرويد بتلخيص أفكاره عن (الهوية، والأنا، والأنا العليا) في كتابه «الأنا والهوية»،  كما قد قام بمراجعة نظرية الأداء العقلي بأكملها معتبراً أن القمع كان فقط إحدى آليات الدفاع العديدة التي يتخذها العقل البشري وأنه يحدث لتقليل القلق. ومن ثم اتي فرويد بوصفه أن القمع سبب ونتيجة للقلق. في عام 1926، في كتاب «الموانع والأعراض والقلق»، قام بوصف كيف تسبب الصراع النفسي بين الدافع والأنا العليا (الرغبات والذنب) في توليد القلق، وكيف يمكن أن يؤدي هذا القلق إلى تثبيط الوظائف العقلية، مثل الفكر والكلام. تمت كتابة كتاب «الكبح، الأعراض والقلق» ردًا على أوتو رانك، الذي قام بنشر (صدمة الولادة) في عام 1924، لتحليل كيف تم إلقاء الضوء على الفن والأساطير والدين والفلسفة والعلاج من خلال قلق الانفصال في «مرحلة ما قبل تطوير عقدة أوديب.»، بالرغم من أن نظريات فرويد لم تميز مثل هذه المرحلة من قبل. ووفقًا لفرويد، كانت عقدة أوديب تشكل مركز مشكلة مرض العصاب، كما كانت المصدر الأساسي لكل الفنون والأساطير والدين والفلسفة والعلاج - بل في الواقع لكل الثقافات والحضارات الإنسانية، وتلك كانت المرة الأولى التي يقوم أي شخص في دائرة فرويد الداخلية بوصف شيئًا آخر غير عقدة أوديب بأنها هي التي تساهم في التطور النفسي الداخلي، ولاقت هذه الفكرة الرفض من قبل فرويد وأتباعه في ذلك الوقت.
بحلول عام 1936 قام روبرت فيلدر بتوضيح «مبدأ الوظائف المتعددة». حيث وسّع فكرة أن الأعراض النفسية ناجمة وتخفف من الصراع في وقت واحد، كما أن الأعراض (مثل الرهاب والإكراه) تمثل كل عنصر من عناصر الرغبة الدافعة (الجنسية أو العدوانية، أو كلاهما معاً) والأنا العليا والقلق والواقع والدفاعات. كما قامت أيضاً آنا فرويد (ابنة سيغموند) بنشر كتابها الأساسي في عام 1936، بعنوان  «الأنا وآليات الدفاع»، حيث حددت العديد من السبل التي يمكن للعقل البشري أن يغلق أو يفصل بها الأشياء التي تزعجه عن وعيه.

### من أربعينيات القرن العشرين-إلي عصرنا الحالي
عندما نمت قوة هتلر قامت عائلة فرويد والعديد من زملائهم بالهروب إلى لندن حيث وتوفي سيغموند فرويد بعد ذلك، في غضون عام. بعد وفاة فرويد بدأت مجموعة جديدة من المحللين النفسيين في الولايات المتحدة استكشاف وظيفة الأنا، حيث قامت ببناء بقيادة هاينز هارتمان المجموعة على فهم الوظيفة التركيبية للأنا كوسيط في العمليات النفسية، وتمييزها عن وظائف الأنا المستقلة (مثل الذاكرة والفكر، والتي يمكن أن تتأثر ثانويًا بالصراع). كما قام «علماء نفس الأنا» في الخمسينيات بتمهيد الطريق للتركيز على العمل التحليلي من خلال الاهتمام بالدفاعات التي يتخذها العقل (باستخدام الأنا كوسيط)، وذلك قبل أن يقوموا بتفحص الجذور الأعمق للصراعات الحداثة في النطاق اللاواعي.
وبالإضافة إلى ذلك، كان هناك اهتمام متزايد بالتحليل النفسي للأطفال. وبالرغم من انتقاد التحليل النفسي ككل منذ نشأته، إلا أنه قد تم استخدامه كأداة بحث في تنمية الطفولة، ولا يزال علم النفس يستخدم حتى الآن لعلاج بعض الاضطرابات العقلية. في الستينيات، تم تحدي أفكار فرويد المبكرة حول تنمية الطفولة الجنسية الأنثوية؛ وقد أدى هذا التحدي إلى تطوير مجموعة متنوعة من مفاهيم النمو الجنسي للإناث التي صاغها فرويد، والتي عدّل العديد منها التوقيت والحالة الطبيعية للعديد من نظريات فرويد (التي تم الحصول عليها من علاج النساء المصابات باضطرابات عقلية). تابع العديد من الباحثين دراسات كارين هورني عن الضغوط المجتمعية التي تؤثر على تطور المرأة.
بحلول العقد الأول من القرن الحادي والعشرين، كان هناك ما يقرب من 35 معهدًا تدريبًا للتحليل النفسي في الولايات المتحدة معتمد من قبل جمعية التحليل النفسي الأمريكية (APsaA)، وهي عبارة عن منظمة مكونة من الجمعية الدولية للتحليل النفسي (IPA)، ويوجد أكثر من 3000  محللين نفسيين متخرجين يمارسون العمل في الولايات المتحدة. وتعتمد الجمعية الدولية للتحليل النفسي مراكز تدريب التحليل النفسي من خلال «المنظمات المكونة» في جميع أنحاء العالم، بما في ذلك دول مثل صربيا، فرنسا، ألمانيا، النمسا، إيطاليا، سويسرا، والعديد من البلدان الأخرى، بالإضافة إلى حوالي ستة معاهد مباشرة في الولايات المتحدة.

### تطورات بدائل العلاج النفسي
في خمسينيات القرن الماضي، كان التحليل النفسي هو الطريقة الرئيسية لعلاج الأمراض النفسية، ومن ثم بدأت النماذج السلوكية للعلاج النفسي في لعب دور أكثر مركزية وذلك في الستينيات القرن الماضي. بدأ آرون تي بيك (طبيب نفسي مدرب على تقاليد التحليل النفسي) بالقيام باختبار نموذج التحليل النفسي للاكتئاب ووجد أن اجترار الخسارة والفشل الشخصي مرتبطان بالاكتئاب.  واقترح آرون أن المعتقدات المشوهة والمتحيزة عاملاً مسببًا للاكتئاب، وقام بنشر ورقة مؤثرة في عام 1967 بعد عقد من البحث باستخدام بناء مخططات لشرح العملية، وقام بيك بتطوير العلاج وقديمة بصورته الجديدة في أوائل السبعينيات وسُمى «العلاج السلوكي المعرفي».

## نظريات
يمكن تصنيف نظريات التحليل النفسي السائدة في عدة مدارس نظرية. بالرغم من اختلاف وجهات النظر في هذه النظريات، إلا أن معظمها يؤكد تأثير العناصر اللاواعية على الوعي. كما قد حدث تعاون كبير تم القيام به لتوحيد عناصر النظريات المتضاربة.
توجد بعض الخلافات المستمرة حول الأسباب المحددة لبعض المتلازمات وحول التقنيات المُثلى للعلاج، كما هو الحال في مجال الطب. في القرن الحادي والعشرين، أصبحت أفكار التحليل النفسي جزءًا لا يتجزأ من الثقافة الغربية خاصة في مجالات مثل مجال رعاية الأطفال، التعليم، النقد الأدبي، الدراسات الثقافية، الصحة العقلية، والعلاج النفسي بشكل خاص. وبالرغم من وجود تيار سائد للأفكار التحليلية المتطورة تتبعه بعض المجموعات، إلا أن هناك مجموعات تتبع رأي واحد أو أكثر، كما تلعب أفكار التحليل النفسي أيضًا أدوارًا في بعض أنواع التحليل الأدبي مثل النقد الأدبي النموذجي.

### المكانان الفرويديان الاثنان
لقد قدم فرويد على التوالي وصفين «مكانان» (من اليونانية Topos، المكان) للجهاز النفسي:
- المكان الأول المعروض في الفقرة 411 من «تأويل الأحلام» (1900) يميز ما بين ثلاثة «أنظمة»: اللاشعور ـ ما قبل الشعور ـ الشعور.
- المكان الثاني (الذي ظهر انطلاقا من سنة 1920) يمكن من تدخل ثلاث «قوى»:

«في الهو تتحرك اندفاعاتنا البدائية؛ وكل السيرورات الحادثة به تظل لا شعورية» (فرويد «موسى والتوحيد»، 1939)، يخضع الهو إذن لمبدأ اللذة.
القوى المتبقية هي ـ الأنا (مركز «دفاعي» للشخصية) والأنا الأعلى (امتصاص المطالب والمحرمات الأبوية) وهما تحويران يطالان الهو أمام مطالب الواقع.

### نظرية فرويد
'إن تفسير فرويد للفرق بين الجنسين قائم على الموقف القائل بأنّ هناك مميزات نفسية محدّدة، يمكن وصفها بـ “الذُكوريّة”، وأخرى يمكن وصفها بـ “الأنثوية”. تتفارق هاتان المجموعتان من المميزات في ما بينها بوضوح. إلا أنّ فرويد كان يرفض باستمرار وضع أيّ تشخيص تفصيلي يحدّد ما هو “ذَكَري” وما هو “أُنثوي”، بادّعاء أنّ هذه هي مفاهيم أساسية من الممكن استعمالها، دون أن تتم إحالتها إلى النظرية النفس-تحليلية (Freud, 1920a: SE XVIII, 171).
واحد من مميزات هذا التعارض، أنّ هذين المفهومين لا يقومان بوظيفتهما بالتوازيٍ. ففرويد يرى في الذُكورة نموذجًا (باراديجما)، مُدّعياً أنّ هناك ليبيدو واحدًا وهو ذُكوريّ، وأنّ التطوّر النفسي للطفلة مطابق للتطوّر النفسي للطفل، ليفترقا لاحقا وفي طور متأخر. فالأنوثة هي ما يفترق لاحقاً عن الباراديجما الذُكورية، وينظر إليها فرويد كمنطقة غامضة وغير قابلة للمعرفة، “قارة ظلماء” (Freud 1926e,SE:XX,212). ويبدأ ” لغز الطبيعة الأنثوية” (Freud1933) بإشغال فرويد في كتاباته المتأخّرة، الأمر الذي يقوده لطرح التساؤل: “ما الذي تريده المرأة؟”. الذُكُورة هي معطى مفهوم من تلقاء نفسه، أما الأنوثة فهي منطقة المجهول: “وفق الطريقة الخاصة به فإنّ التحليل النفسي لا يحاول تعريف المرأة وما هي (وهذا سؤال من الواضح أنه لا يستطيع الإجابة عليه)، وإنما يحاول أن يبحث كيف تحضر المرأة إلى الوجود، كيف يكبر الطفل ذو الميول الجنسية المزدوجة ليغدو امرأة؟”(Freud 1933).
قلما يتطرق لاكان في سنوات ما قبل الحرب إلى النقاش حول الأنوثة، ومن خلال عبارات قليلة يتطرق لوظيفة الأم في عُقد العائلة (Lacan 938). وفي سنوات الخمسين يتعرّض للموضوع من خلال مصطلحات صيغت بمفاهيم يستقيها من كلود ليفي شتراوس، ويتم إدراك النساء (إنثروبولوجيًا- ملاحظة المترجم) كموضوع مقايضة يتنقل بين مجموعات القرابة كدوالّ (Levi Strauss 1949b): “المرأة في النظام الواقعي تُستخدم [...] كموضوع للمبادلات المطلوبة للبنى الأساسية للقرابة”.

### نظرية التحليل النفسي ومكوناتها
ولقد انتقد السيد رومانى النظرية القديمة عن اللاشعور ولقد تعدت الرقم القياسي
بالأساس النظرية تتكون من عدة عناصر ولقد أثبتت رومانى اميل النظرية
اللاشعور أول ابتكارات فرويد كان تعرفه على العمليات النفسية اللاشعور وهي منطقة افتراضية في النفس تحتوي الدوافع والذكريات والمخاوف و الأحاسيس والوجدان وأفكار ممنوعة
من الظهور في الوعي المكبوتات والعقد النفسية والشعور يظهر بشكل جلي من خلال الأحلام أو عند الناس المصابين بالعصاب وتشمل على الأحاسيس المتبقية من فترة الطفولة
والدوافع الغريزية واللبيدو وتعديلاتهم بتطور الأنا الأعلى (جزء منه لاشعوري)، ويوجد اللاشعور الجمعي حسب كارل يونغ وهو لاشعور عرقي ويشمل على أوهام عامة موروثة قديمة
والتي تتبع قوانين تختلف عن قوانين الشعور. تحت تأثير اللاشعور الأفكار والأحاسيس المجتمعة يمكن أن تنقل خارج سياقها، فكرتان أو صورتان مختلفتان يمكن أن تختزل في واحدة،
أفكار يمكن أن تحول إلى صورة أكثر من أن يعبر عنها كمفهوم مجرد.
ومواضيع محددة يمكن أن تمثل برمزية عن طريق الصور لمواضيع أخرى، والمشابهة بين الرمز والموضوع الأصلي قد تكون مبهمة ومتكلفة. قوانين المنطق لا تطبق على عمليات اللاشعور.
التعرف على أنماط عمليات اللاشعور جعل من الممكن فهم الظاهرة النفسية والتي تتجلى في الأحلام. من خلال تحليل عمليات اللاشعور. فرويد وجد الأحلام كخادمة لحماية النوم
ضد إزعاج الدوافع النابعة من خبرات الحياة. الدوافع و الأفكار غير المقبولة تدعى محتوى الحلم الكامن أو الباطن. وتحول إلى الشعور بالحلم الظاهر. معرفة آليات اللاشعور تسمح للمحلل باسترجاع عمل الحلم. العملية التي يتم فيها تحويل الحلم من كامن إلى معلن.

### الفلتات
الفلتات أو الأفعال المخطئة لأهدافها يقول فرويد «هي أفعال نفسية لها معنى ومصحوبة بنية» («مدخل للتحليل النفسي» 1916 ـ 1917)، ففلتات اللسان أو القلم والأفعال الطائشة والنسيان غير المبرر.. إلخ، كلها تخون وتفضح في الغالب وبالفعل أسرار الشخص الأكثر حميمية، إن مظهرها الغريب يأتي من كونها «نتاج لتداخل قصدين مختلفين» (نفس المرجع السابق).
وهكذا، ففي الفلتة التالية (وهي مثلا فلتة لسان رئيس غرفة المستشارين النمساويين الذي إفتتح الجلسة بقوله : " رفعت الجلسة ") نجد أن النية المكبوتة استطاعت أن تفلت وتطفو على السطح عن طريق إختلال الخطاب العادي. ولكونها تكوينا تراضيا فإن الفلتة أيضا تبعا لذلك تكوين إستبدالي وتعويضي (أي بديل) للخطاب المحرم من قبل القواعد الاجتماعية (والتي كان من الممكن أن يكون الخطاب تبعا لها كما يلي : " أنا جد متعب، وليست لدي أية رغبة في ترؤس الجلسة

### الأحلام
وبعد أبحاث السيد العالم نبيل منير عن الأحلام وفي آخر نتائج البحث اكتشف أن
يبدو الحلم بفعل خاصية تفكك أطرافه «لغزا سحريا» («خمس دروس في التحليل النفسي» 1910)، لكننا نجد في ما وراء «نص» الحلم («الحلم الظاهر» أفكارا مستترة ورغبات لاشعورية ؛ ذلك أ عمل الحلم (أو البناء الحلمي) يقيم تراضيا في ما بين نزوعين متعارضين في الجهاز النفسي (في ما بين رغبات لا شعورية وقوى نازعة نحو حظر هذه الرغبات). إن الحلم تبعا لذلك حسب فرويد هو تحقيق وسواسي لرغبة.
إن أمراض العُصاب «تبدو إما أنها بدون دوافع وإما أنها لا معنى لها» («خمس دروس في التحليل النفسي» 1910). إن العُصاب يترجم بطريقته الحضور المتسلط للرغبة المرضية (وهكذا فإن آنا التي ترعى أباها المحتضر كانت موزعة لاشعوريا بين حبها لأبيها ورغبتها في الحرية). إن العلامات العصابية (الهيستيريا، الفوبيا، الأفعال القهرية... الخ) تشكل إذن بدورها إبدالات مرضية وجد مشوهة بالتأكيد ـ تتحاشى التعبير عن رغبة مكبوتة.
«إن العلامات العابية [...] هي [...] علامات على المكبوت، تكوينات تسمح للمكبوت بالنجاح أخيرا في اقتحام الشعور الذي كان محرما عليه» («ميتا ـ سيكولوجيا»، 1915). إننا نسقط صرعى الأمراض حتى نستطيع الحصول بواسطتها على بديل عن الملذات التي تحرمنا منها الحياة، وهي كلها «علامات مرضية» مشكلة «لجزء من النشاط الجنسي لدى الشخص [ المريض ] أو لمجموع حياته الجنسية» («خمس دروس في التحليل النفسي» 1910). وهكذا فإن التأثير الأول لمرض آنا تمثل في جعلها غير قادرة على علاج أبيها لمدة طويلة.

### ثلاثة مبادئ جوهرية
يعتقد فرويد، في نظريته المسماة الديناميكية النفسية، إن الطاقة الجنسية حسب التحليل النفسي مشتقة بكاملها من الغريزة الجنسية، والأنا والأنا الأعلى ليسا إلا أمام الواقع. ليس هناك إذن إلا الطاقة التي هي جنسية من حيث أصلها والتي تحملنا عن طريق التصعيد والتسامي على السعي نحو أهداف «راقية اجتماعيا» (الشغل ـ الفن... الخ) بدل السعي نحو مجرد المتعة الحيوانية.

### التحليل النفسي
كارل يونغ من أوائل طلاب فرويد أسس مدرسة إسمها علم النفس التحليلي وقد استخدم مصطلح اللبيدو ولم يقصد بها فقط الطاقة الجنسية بل طاقة الدوافع الكلية النفسية.
بناء على نظريته تألف اللاشعور من قسمين : اللاشعور الفردي نتجة لخبرة الفرد الكلية والكبت، واللاشعور الجمعي وهو مخزن لخبرة البشر العرقي، في اللاشعور الجمعي يوجد صور بدائية شائعة والصور البدائية هي أنماط أولية للفكر
تميل لتشخيص العمليات الطبيعية بلغة أسطورية ميتافزيقية المفاهيم كالخير والشر والأرواح الشريرة، والوالدين مصدر للنموذج الأصلي.
مفهوم مهم في نظرية يونغ وجود نوعين مهمين مختلفين وأساسيين من الشخصية والاتجاهات الشخصية والوظيفة. عندما تتجه اللبيدو واهتمامات الفرد العامة إلى الخارج نحو الناس وموضوعات العالم الخارجي يسمى إنبساطي وعندما يتمركز اللبيدو والاهتمام نحو الذات نسميه إنطوائي. يونغ رفض تمييز فرويد بين الأنا والأنا الأعلى وعرف الجزئان على أنهما في الشخصية مشابه للأنا للأعلى وسماها القناع حيث يتألف القناع مما يظهر الشخص للآخرين على عكس حقيقة ما هي وهو دور الفرد الذي يختار وهو الانطباع الذي يريد الفرد تأثيره في العالم.
ألفرد أدلر من طلاب فرويد اختلف مع فرويد ويونغ بالتأكيد أن القوة الدافعة في حياة الإنسان هي الشعور بالنقص والتي تبدأ حالما يبدأ الطفل بفهم وجود الناس الآخرين والذين عندهم قدرة أحسن منه للعناية بأنفسهم والتكيف مع بيئتهم.من اللحظة التي ينشأ الشعور بالنقص فيها الطفل يكافح للتغلب عليها، ولأن النقص لا يحتمل الآليات التعويضية تنشأ من النفس وتؤدي لظهور أتجاهات عصابية انانية وإفراط تعويض وانسحاب من العالم الواقعي ومشاكله.أدلر ألقى الضغط الخاص على الشعور بالنقص ويظهر من اعتبارع على ثلاث علاقات مهمة : القائمة بين الفرد والعمل الاصدقاء والمحبوبين، تفادي مشاعر النقص في هذه العلاقات تقود الفرد لتبني هدف الحياة الغير واقعي ويتكرر التعبير عنه بإرادة غير عاقلة للقوة والسيطرة، وتقود إلى كل نوع من السلوك الضد اجتماعي من الاستبداد والتفاخر إلى الطغيان السياسي، أدلر آمن بأن التحليل النفسي والشعور بالجماعة يرعى السليم عقليا
تلميذ آخر لفرويد هو اوتو رانك قدم نظرية جديد في العصاب ونسب كل الاضطرابات العصابية إلى الصدمة الأساسية للميلاد في كتاباته الأخير وصف اللنمو الفردي، كتقدم من التبعية الكاملة للام والعائلة إلى الاستقلال المادي مصاحب بالاستقلال الفكري من المجتمع وأخيرا التحير الكمل فكريا ونفسيا، رانك بين الأهمية الكبرى للإرادة وعرفها كمرشد ايجابي يمنع ويتحكم في الدوافع.

### النظرية البنائية
هي مدرسة أسسها العالم النفسي فيلهلم فونت (1875-1930)، والتي تعرّف علم النفس بأن وظيفته هو تحليل الخبرة الشعورية أو الوعي إلى عناصره الأساسية من أجل معرفة العلاقة بين هذه العناصر المختلفة، أي أن طريقة البحث هذه نفس الطريقة التي يستعملها الكيميائي أو الفيزيائي في فحص ماهية طبيعة مكونات الخبرة الشعورية مثل الأحاسيس والمشاعر والخيالات. وقامت هذه المدرسة بالتركيز على دراسة موضوع الحس والإدراك في مجالات البصر والحس، ومن أجل ذلك استعملوا طريقة في البحث وهي الاستبطان والتي تعني التأصل/الملاحظة الذاتية لخبرة الفرد الذاتية. ومن الانتقادات الموجهة للإنسان وهو منفعل ولا يستطيع أن يصف الخبرة الشعورية بصورة علمية. والطلاب الذين أجريت عليهم التجارب تم تدريبهم من قبل أن تجري عليهم التجارب، مثلا كانوا يتعرضون لمثيرات سمعية (بأن نسمعهم نغمات مختلفة).

### مدارس تحليلية أخرى
تعديلات تحليلية نفسية لا حقة جائت من المحللين الأمريكيين اريك فروم وكارين هورني وهاري سوليفان. نظريات فروم أكد خصوصا على مفهوم المجتمع والفرد انهما ليسا منفصلين وانهما قوى متعارضة، وطبيعة المجتمع تتحدد من خلال الخلفية التاريخية، وحاجات ورغبات الافراد كثيرا ما تتشكل من قبل المجتمع. كنتيجة فروم اعتقد ان المشكلة الأساسية في التحليل النفسي وعلم النفس ليس ان تحل الصراع بين الدوافع الغريزية الثابتة في الفرد وقوانين المجتمع، ولكن ان تحضر الانسجام والفهم في العلاقة بين الفرد والمجتمع. ويؤكد فروم على أهمية الفرد في تطوير القدرة التامة لا ستخدام القوى العقلية والانفعالية والحسية.
- هورني عملت أساسا في حقل العلاج وطبيعة العصاب والتي عرفتها في نوعين عصاب الموقف وعصاب الشخص. عصاب الموقف يبرز من القلق لصراع منفرد مثل ان يواجه بقرار صعب وهي ممكن ان تشل الفرد مؤقتا في التفكير والتصرف بفعالية وهي ليست عميقة. عصاب الشخص مميزة بقلق أساسي وعدوانية أساسية نتيجة نقص الحب والعاطفة في الصغر.
- سوليفان اعتقدت كل النمو يمكن ان توصف خصوصا بطريقة العلاقة بين الافراد ونوعيات الشخصية الممائلة للاعراض العصابية يمكن تفسيرها كنتيجة كصراع ضد القلق تظهر من العلاقات الفردية مع الاخرين، والنظام الأمني محافظ عليه لهدف ومهدئ للقلق
- ميلاني كلاين مدرسة مهمة في الفكر معتمدة على تعليم المحلل النفسي مليني كلاين. لأن معظم أتباع كلاين عملوا معها في بريطانيا لذلك عرفت بالمدرسة الإنجليزية. تأثيرها مع ذلك شمل أوروبا وجنوب أمريكا. نظرياتها الرئيسة اشتقت من ملاحظاتها المتعلقة بالتحليل النفسي للاطفال. افترضت كلاين وجود أوهام لاشعورية معقدة في الأطفال تحت سن ست شهور ومصدر القلق هو غريزة الموت ويظهر لذلك نوعين من الاتجاهات العقلية موقف اكتئابي وموقف شكي أو جنون عظمة. في موقف جنون العظمة دفاعات الانا تتألف

من تخيل وإسقاط موضوعات داخلية خطرة إلى بعض الاشياء الخارجية والتي تعالج كتهديدات حقيقية من العالم الخارجي.
في الموقف الاكتئابي الموضوعات المهددة تغرس وتعالج في الاوهام كحاجز نفسي قوي الاعراض الاكتئابية والوسواسية كنتيجة. مع ان الشك معتبر موجود مثل عقدة لاشعورية وهمية تعمل في نفس الطفل، هذه الملاحظات لها أهمية للنفس.

## علم النفس المرضي (الاضطرابات العقلية)

### الراشدين
تتضمن أمراض الذهان المختلفة أوجه قصور في وظائف الأنا المستقلة للتكامل -تنظيم- الفكر وفي القدرة على التجريد وفي العلاقة مع الواقع واختبار الواقع. في حالات الاكتئاب ذات السمات الذهانية، قد تتضرر أيضًا وظيفة الحفاظ على الذات، أحيانًا بسبب التأثير الاكتئابي الساحق. بسبب العجز التكاملي -يسبب غالبًا ما يسميه الأطباء النفسيون «الارتباطات الفضفاضة» و«الحجب» و«هروب الأفكار» و«اللفظ» و«سحب الفكر»- فإن تطوير تمثيلات الذات والأشياء يضعف أيضًا، لذلك من الناحية السريرية، يظهر الأفراد المصابون بالذهان قيودًا في الدفء والتعاطف والثقة والهوية أو التقارب أو الاستقرار في العلاقات، بسبب مشكلات القلق من اندماج الأشياء الذاتية.
تكون وظائف الأنا المستقلة الخاصة ببعض المرضى أكثر سلامة، لكنهم ما زالوا يعانون مشكلات في العلاقات مع الأشياء، غالبًا ما يقع التشخيص في الفئة المعروفة باسم «الحدود». يُظهر مرضى الحدود أيضًا عجزًا، غالبًا في التحكم في الدوافع أو التأثيرات أو التخيلات، لكن قدرتهم على اختبار الواقع تظل سليمة إلى حد ما. عادةً ما يُشخص البالغون الذين لا يعانون الشعور بالذنب والعار والذين ينغمسون في السلوك الإجرامي أنهم مرضى نفسيون أو باستخدام اضطراب الشخصية المعادية للمجتمع.
الأعراض العصبية، متضمنةً الذعر والرهاب والتحولات والوساوس والدوافع والاكتئاب لا تنتج عادة عن قصور في الوظائف، بل تنتج من صراعات داخل النفس. عادةً ما تكون النزاعات بين الرغبات الجنسية والعدوانية والشعور بالذنب والعار وعوامل الواقع، قد تكون الصراعات واعية أو غير واعية، لكنها تخلق القلق والتأثير الاكتئابي والغضب. أخيرًا، تُدار العناصر المختلفة بواسطة عمليات دفاعية وهي أساسًا آليات دماغية مغلقة تجعل الناس غير مدركين لهذا الجانب من الصراع.
القمع هو المصطلح الذي يطلق على الآلية التي تغلق الأفكار عن الوعي، عزل التأثير هو المصطلح المستخدم للآلية التي تغلق الأحاسيس عن الوعي. قد تحدث الأعراض العصبية مع أو من دون عجز في وظائف الأنا وعلاقات الكائن وقوة الأنا. لذلك، ليس من غير المألوف مواجهة مرضى الفصام الوسواس القهري ومرضى الذعر الذين يعانون أيضًا اضطراب الشخصية الحدية.
الجزء السابق هو من وظائف الأنا المستقلة لنظرية التحليل النفسي.

### بدايات الطفولة
ترى نظريات فرويد أن مشكلات البالغين قد تُعزى إلى صراعات لم تُحل في مراحل معينة من الطفولة والمراهقة التي يسببها الخيال وتنبع من دوافعهم الخاصة. اشتبه فرويد، بناءً على البيانات التي جمعها من مرضاه في وقت مبكر من حياته المهنية، في حدوث اضطرابات عصبية عند تعرض الأطفال للاعتداء الجنسي في مرحلة الطفولة، أي نظرية الإغواء. لاحقًا، توصل فرويد إلى الاعتقاد أنه على رغم حدوث إساءة معاملة الأطفال، فإن الأعراض العصبية لا ترتبط بذلك. كان يعتقد أن الأشخاص العصابيين غالبًا ما يكون لديهم صراعات غير واعية تتضمن تخيلات سفاح القربى مشتقة من مراحل مختلفة من التطور. وجد أن المرحلة العمرية نحو 3-6 سنوات -سنوات ما قبل المدرسة، تسمى اليوم «مرحلة الأعضاء التناسلية الأولى»- مليئة بأوهام إقامة علاقات رومانسية مع كلا الوالدين. ظهرت الخلافات بسرعة في أوائل القرن العشرين في فيينا حول ما إذا كان إغواء البالغين للأطفال، أي الاعتداء الجنسي على الأطفال هو أساس المرض العصابي، لا يوجد اتفاق كامل حتى الآن مع أن المتخصصين حاليًا يدركون الآثار السلبية للاعتداء الجنسي على الأطفال وتأثيره في الصحة العقلية.

### الصراع الأوديبي
درس العديد من المحللين النفسيين الذين يعملون مع الأطفال الآثار الفعلية لإساءة معاملة الأطفال، التي تشمل عجز العلاقات بين الأنا والأشياء والصراعات العصبية الشديدة. أُجريت الكثير من الأبحاث حول هذه الأنواع من الصدمات في مرحلة الطفولة وعواقبها عند البالغين. في دراسة عوامل الطفولة التي تبدأ بتطور الأعراض العصبية، وجد فرويد مجموعة من العوامل التي -لأسباب أدبية- أطلق عليها اسم عقدة أوديب، استنادًا إلى مسرحية سوفوكليس، أوديب ريكس، حيث قتل بطل الرواية والده دون أن يعلم وتزوج والدته. صحة عقدة أوديب محل نزاع ورفض على نطاق واسع الآن. يشير مصطلح الاختزال، أوديبال، الذي شرحه لاحقًا جوزيف ج. ساندلر في «حول مفهوم الأنا العليا» (1960) وتعديله بواسطة تشارلز برينر في العقل في الصراع (1982) إلى الارتباطات القوية التي تربط الأطفال بوالديهم في سنوات ما قبل المدرسة.
رُبطت الصراعات الاوديبية الإيجابية –والسلبية- بالجوانب الجنسية بين الجنسين والمثلية الجنسية على التوالي، ويبدو أن كلاهما يحدث في نمو معظم الأطفال. في نهاية المطاف، فإن تنازلات الطفل النامي عن الواقع -ألا يتزوج أحد الوالدين أو يقضي على الآخر- تؤدي إلى التعرف على القيم الأبوية. تخلق هذه التعريفات عمومًا مجموعة جديدة من العمليات العقلية المتعلقة بالقيم والذنب، مدرجة تحت مصطلح الأنا العليا.

### المعالجة
باستخدام الأساليب التحليلية والنفسية المختلفة لتقييم المشكلات العقلية، يعتقد البعض أن هناك مجموعات معينة من المشكلات مناسبة خصوصًا للعلاج التحليلي في حين أن المشكلات الأخرى قد تستجيب استجابةً أفضل للأدوية والتدخلات الشخصية الأخرى. للتعامل مع التحليل النفسي مهما كانت المشكلة الحالية، يجب على من يطلب المساعدة إظهار رغبته في بدء التحليل، وأن يتمتع الشخص الذي يرغب في بدء التحليل ببعض القدرة على الكلام والتواصل. ويجب أن يكونوا قادرين على اكتساب الثقة والبصيرة داخل جلسة التحليل النفسي أو تطويرها. يجب أن يخضع المرضى المحتملون لمرحلة أولية من العلاج لتقييم مدى قابليتهم للتحليل النفسي في ذلك الوقت، ولتمكين المحلل من تكوين نموذج نفسي عملي، سيستخدمه لتوجيه العلاج. يعمل المحللون النفسيون أساسًا مع العصاب والهستيريا خصوصًا، وتُستخدم أشكال معدلة من التحليل النفسي في التعامل مع مرض الفصام، وسواه من أشكال الذهان أو الاضطراب العقلي. أخيرًا، إذا كان المريض المحتمل لديه ميول انتحارية شديدة فيمكن استخدام مرحلة أولية أطول، وأحيانًا جلسات لها استراحة مدة عشرين دقيقة في المنتصف. هناك العديد من التعديلات في التقنية تحت عنوان التحليل النفسي بسبب الطبيعة الفردية للشخصية في كل من المحلل والمريض.
تشمل المشكلات الأكثر شيوعًا التي يمكن علاجها بالتحليل النفسي: الرهاب والتحولات والإكراه والوساوس ونوبات القلق والاكتئاب والاختلالات الجنسية ومجموعة متنوعة من مشكلات العلاقات -مثل المواعدة والنزاع الزوجي- ومجموعة متنوعة من المشكلات الشخصية، مثل الخجل المؤلم والخسة والبغض وإدمان العمل وفرط الحركة وفرط العاطفة وفرط الثبات. حقيقة أن العديد من هؤلاء المرضى يظهرون أيضًا عجزًا، يجعل التشخيص وكيفية العلاج صعبًا.
وضعت المنظمات التحليلية مثل (IPA) و (APsaA) والاتحاد الأوروبي للعلاج النفسي التحليلي إجراءات ونماذج للإشارة إلى العلاج التحليلي النفسي وممارسته للمتدربين في التحليل. يمكن النظر إلى التطابق بين المحلل والمريض عاملًا مساهمًا آخر للإشارة، وموانع العلاج التحليلي النفسي، فيقرر المحلل هل المريض مناسب للتحليل النفسي. القرار الذي يتخذه المحلل، إضافةً إلى المؤشرات والأمراض المعتادة، يعتمد أيضًا إلى حد ما على «التوافق» بين المحلل والمريض. تعتمد ملاءمة الشخص للتحليل في وقت معين على رغبته في معرفة شيء ما عن مصدر مرضه. لا يبدي الشخص غير المناسب للتحليل أي رغبة في معرفة المزيد عن الأسباب الجذرية لمرضه.
قد يتضمن التقييم رأيًا مستقلًا واحدًا أو أكثر من المحللين الآخرين وسيشمل مناقشة الوضع المالي للمريض والتأمينات.

## مقالات ذات صلة
- الطب النفسي الاجتماعي